# Alonso Cueto
Alonso Cueto Caballero (ur. 30 kwietnia 1954 w Limie) – peruwiański pisarz.

## Życiorys
Ze względu na pracę ojca dzieciństwo spędził w Paryżu i Waszyngtonie. Na stałe rodzina osiadła w Peru, gdy miał 7 lat. W 1977 ukończył literaturę na Pontificia Universidad Católica del Perú. Następnie studiował w Hiszpanii i w Teksasie, gdzie w 1984 obronił pracę doktorską poświęconą urugwajskiemu pisarzowi Juanowi Carlosowi Onettiemu. Jego debiutem literackim był opublikowany w 1983 zbiór opowiadań La batalla del pasado. W 1985 opublikował pierwszą powieść El tigre blanco. Pracował jako dziennikarz oraz wykładowca uniwersytecki. Był tłumaczony na szereg języków, między innymi angielski, niemiecki i francuski. W języku polskim ukazała się jego powieść Niebieska godzin (La hora azul) z 2005 roku. Powieść jest fabularnym rozliczeniem wojny prowadzonej przez Świetlisty Szlak z peruwiańskim rządem.